# 잔예
《잔예》(일본어: 残穢)는 오노 후유미의 소설이다.

## 개요
단행본은, 2012년 7월 20일에 신초샤에서 간행되었다. 문고판은, 2015년 8월 1일에 신초샤 분코에서 간행되었다.
2012년, 〈다 빈치 BOOK OF THE YEAR 2012〉 (소설 랭킹 50) 제8위. 〈미스터리를 읽고 싶어! 2013년판〉 (국내 부문) 제10위. 2013년, 제26회 야마모토 슈고로상 수상. 《다 빈치》의 〈괴담 오브 더 이어〉에서 제1위.

## 등장인물
〈나〉
소설가.
쿠보
30대 여성 (이야기 개시 시점).
외

## 영화
《잔예 - 살아서는 안되는 방》(일본어: 残穢 -住んではいけない部屋-)의 타이틀로, 2016년에 공개되었다. 감독은 나카무라 요시히로, 각본은 스즈키 켄이치, 주연은 타케우치 유코. 제28회 도쿄 국제 영화제 경쟁 부문 출품 작품.

### 캐스트
- 〈나〉 - 타케우치 유코
- 쿠보 - 하시모토 아이
- 나오토 - 타키토 켄이치
- 히라오카 - 사사키 쿠라노스케
- 미사와 - 사카구치 켄타로

### 스태프
- 감독 - 나카무라 요시히로
- 원작 - 오노 후유미 《잔예》
- 각본 - 스즈키 켄이치
- 음악 - 야스카와 고로
- 이미지 송 - 화악기 밴드 〈Strong Fate〉
- 기획·프로듀스 - 나가타 요시히로
- 프로듀서 - 이케다 후미츠구
- 라인 프로듀서 - 미나토야 야스시
- 협력 프로듀서 - 코가 슌스케
- 어소시에이트 프로듀서 - 히메다 신야, 오치아이 카오리
- 촬영 - 오키무라 유키히로
- 조명 - 오카다 요시키
- 녹음 - 니시야마 토오루
- 미술 - 마루오 토모유키
- 편집 - 모리시타 히로아키
- 기획 협력 - 신초샤
- 제작 프로덕션 - THEFOOL
- 기획·제작 간사 - Happinet
- 배급·공동 간사 - 쇼치쿠
- 제작 - 〈잔예 - 살아서는 안되는 방〉 제작 위원회 (Happinet, 쇼치쿠, 에이벡스 뮤직 퍼블리싱, GYAO!, 소니 PCL)

### 노미네이트
- 2015년 제28회 도쿄 국제 영화제 (후보) 경쟁 부문 - 나카무라 요시히로
- 2016년 제19회 상하이 국제 영화제 (후보) 유명 일본 감독의 신작 리스트 - 나카무라 요시히로
- 2016년 제10회 아시안 필름 어워드 (후보) 최우수 음향상 - 니시야마 토오루
- 2016년 제18회 우디네 극동 영화제 (후보) 일본영화 - 나카무라 요시히로
- 2016년 제36회 하와이 국제 영화제 (후보) 나레이티브 부문 - 나카무라 요시히로
- 2016년 제15회 달라스 아시안 영화제 (후보) 장편경쟁 - 나카무라 요시히로